# 氷河湖決壊洪水

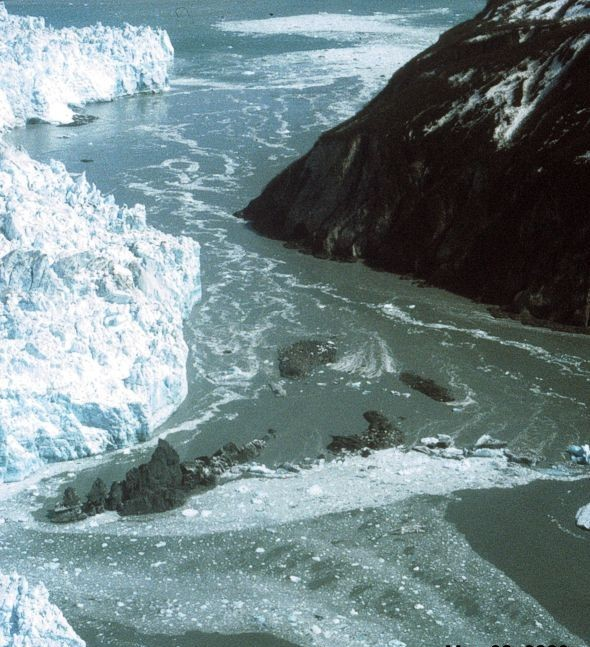
2002年5月20日、アラスカ州ハバード氷河がギルバート岬の方向へ流れ込んだ時の写真。氷河は、写真上部のラッセルフィヨルドから写真下部のディスエンチャントメント湾までをほぼ封鎖している。

氷河湖決壊洪水（ひょうがこけっかいこうずい、英: glacial lake outburst flood、GLOF）とは、氷河や端堆石（エンドモレーン）のダムに支えられた氷河湖が決壊することによって起こる洪水のこと。氷河底湖 の決壊による場合は特にヨークルフロイプ (アイスランド語: Jökulhlaup ) と呼ばれ、氷河の側面と山の間にできた氷河湖が決壊した場合は辺湖排水と呼ばれる。氷河湖決壊洪水は、侵食・水圧の上昇・岩石や重い雪の雪崩・地震・氷震（英: cryoseism、凍土のひび割れによって起こる揺れのこと）・氷の下での火山活動などが原因で起こり、また氷河が大きく崩落して氷河湖の水を溢れさせた場合にも起こり得る。

## 監視

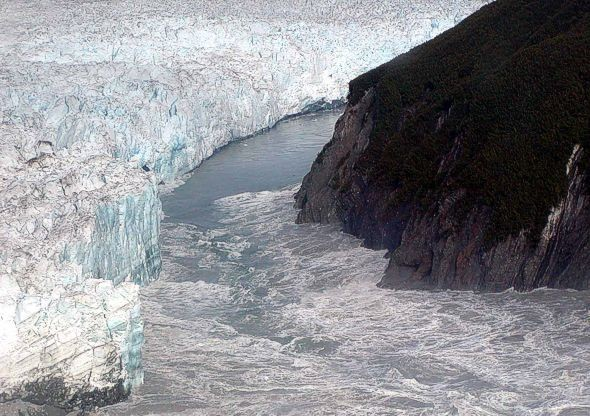
2002年8月14日、歴史上2番目に大規模な氷河湖決壊洪水が起こったハバード氷河。

国際連合は、氷河湖決壊洪水の危険が予測される地域の人的・物的損害を防ぐために一連の調査活動を行っている。20世紀を通しての、人口の増加・氷河融解に伴う氷河湖の増加により、問題はさらに重要性を増している。氷河が存在する全ての国々に存在する問題であるが、特に中央アジア・南アメリカのアンデス地域、アルプス山脈の氷河をもつヨーロッパ各国などが特に危険性の高い地域として認識されている。
氷河湖決壊洪水の危険がある地域は世界中に数多く見つかっている。ロールワリン峡谷(ネパール語: रोल्वालिङ् हिमाल) のツォ・ロルパ氷河湖はカトマンズの北東約110キロメートル、標高4850メートルに位置しており、高さ150メートルの不成層終堆石によってせき止められている。ツォ・ロルパ氷河湖はトラカルディング氷河 (英: Trakarding glacier) の融解・縮小に伴って毎年拡大を続け、およそ9千万から1億立方メートルの水を蓄える、ネパールで最大かつ最も危険な湖になっている。

## 事例

### アイスランド

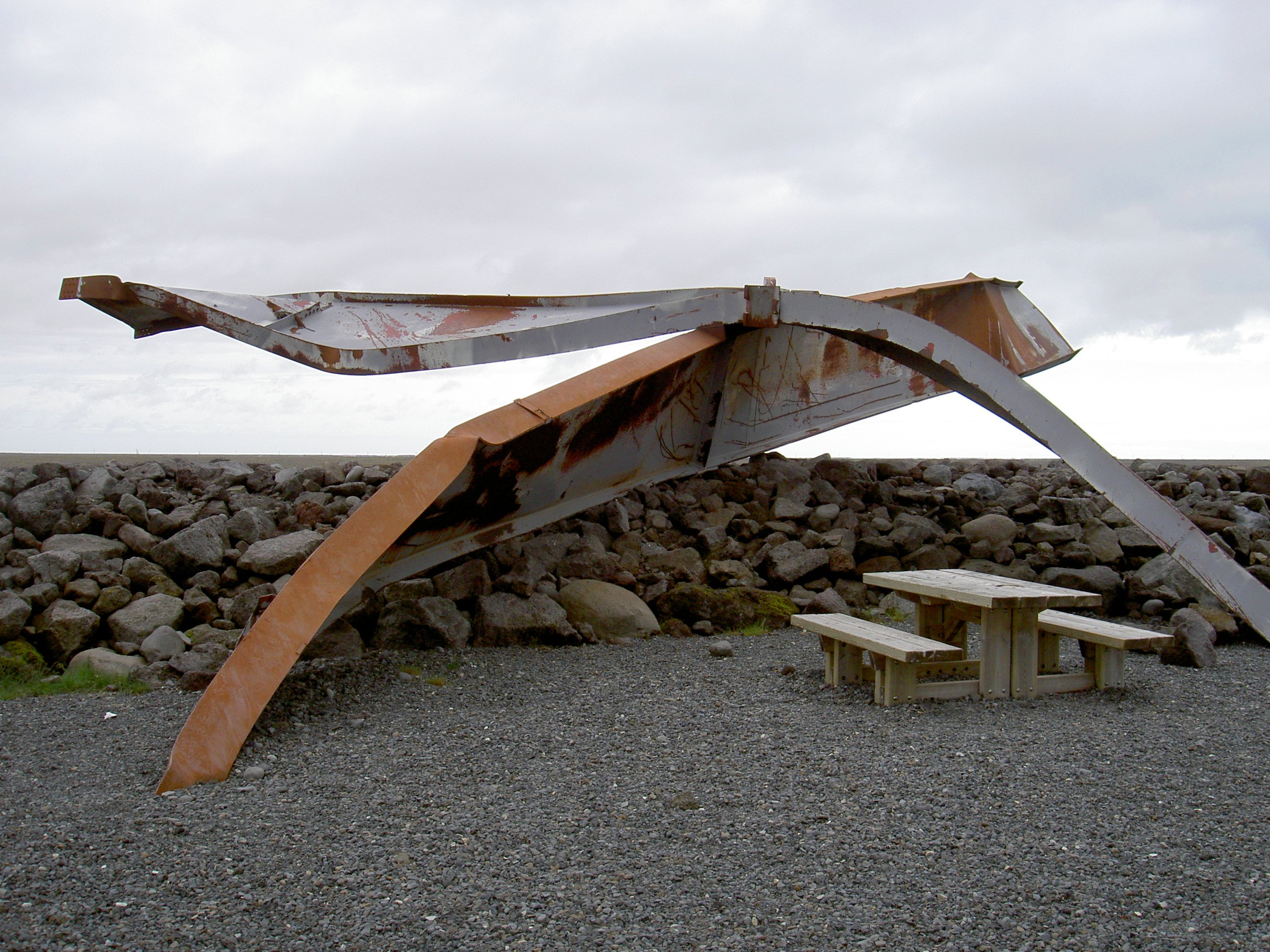
スカフタフェットル国立公園に残る、氷河湖決壊洪水により破壊された橋の残骸。

最も有名な氷河湖決壊洪水は、ヴァトナヨークトル氷河 の氷層崩壊による大規模ヨークルフロイプである。アイスランド語: Jökulhlaup が英語に取り入れられたのも、アイスランド南部がこの災害の被害をしばしば受けていたためである。1996年の事例では、ヴァトナヨークトル氷河のグリムスヴォトン (アイスランド語: Grímsvötn) 湖群の地下の火山が噴火し、スケイザルアゥ (アイスランド語: Skeiðará) 川がスカフタフェットル国立公園 (アイスランド語: Skaftafell) の手前の地域に氾濫した。このヨークルフロイプの流量は1秒あたり45,000立方メートルに達し、国道1号線（リングロード）の数か所を破壊した。氾濫後、氷河の流れに取り残された高さ10メートルの氷山もいくつか見られた。グリムスヴォトン火山（ヴァトナヨークトル氷河の中央付近）周辺を流れた水の最大流量はミシシッピ川の流量を超えた。同様の決壊は1954年、1960年、1965年、1972年、1976年、1982年、1983年、1986年、1991年、1996年に起こっている。1996年には、噴火によって3立方キロメートルの氷が溶解し、1秒あたりの流量は最大6,000立方メートルに達した。

### アラスカ
ヨークルフロイプの中には1年ごとに起こるものもある。クニック川 (英: Knik River) 近くのジョージ湖は、1918年から1966年までの毎年大きな洪水を起こしている。1966年以降は氷河が後退して氷のダムが形成されなくなったが、もしも氷河が拡大して谷を遮るようになった場合、ジョージ湖は毎年の洪水を再開する可能性がある (vid. Post and Mayo, 1971)。
アラスカ南東部にある二つの地域では、ほぼ毎年氷河湖決壊洪水が起こっている。そのうちの一つがアビス湖である。ジュノー近くのタルセクア (英: Tulsequah) 氷河が関わる洪水により、近郊の空港滑走路はしばしば浸水する。また近くにある40軒の山小屋はこの洪水の被害を受ける危険があり、いくつかは実際に大きめの洪水による被害を受けている。ハイダー（英: Hyder：アラスカ南東部の都市）付近のサーモン氷河からの洪水により、サーモン川近辺の道路に被害が出ている。
2024年8月6日、アラスカ州の州都であるジュノーの上流域で氷河湖が決壊。川の水位が上昇し、市内で大規模な氾濫が生じた。

### アメリカ本土
先史時代（最終氷期終盤）、北米コロンビア川流域においてミズーラ洪水と呼ばれる大規模な連続氷河湖決壊洪水が起こった。これは現在でいうモンタナ州における氷のダムが定期的に決壊したために起こったもので、流出した水は現在ミズーラ氷河湖として知られている。
最終氷期の間に、アガシー氷河湖からウォレン氷河への洪水が起こった。ウォレン氷河の跡には現在、ミネソタ川が緩やかに流れている。ウォレン氷河は、融解した氷河をちょうど現在でいうミシシッピ川上流へと運んだ。北アメリカ大陸の無漂礫土地域（最終氷期に氷に覆われなかった地域、主に合衆国中西部の氷河の痕跡である漂礫岩が無い地域を指す）も、最終氷期全体を通して起こったグランツバーグ氷河湖やダルース氷河湖の決壊洪水に関連している。
2003年9月6日から10日にかけて、ワイオミング州ワインドリバー山のグラスホッパー氷河で氷河湖決壊洪水が起こった。グラスホッパー氷河の先にあった氷河跡湖が氷河のダムを超えて氾濫し、湖にあった水は、グラスホッパー氷河の中央に長さ0.8キロの溝を作った。推定246万立方メートルの水が4日間のうちに流れ、32キロメートル下流の観測所の記録では、ディンウッディ川の水量は毎秒5.66立方メートルから毎秒25.4立方メートルまで上昇した。この洪水による岩屑（デブリ）は、ディンウッディ川に沿って32キロ運ばれた。この洪水の原因は、初めて正確な測量が行われた1960年代から進行している氷河の後退が原因であるとされている。

### カナダ
1978年、カテドラル氷河からのヨークルフロイプによって引き起こされた岩屑流が、カナダ太平洋鉄道の線路の一部を破壊して貨物列車を脱線させ、トランスカナダハイウェイの数か所を埋没させた。
1994年、ファロー川でヨークルフロイプが起こっている。
2003年、ヨークルフロイプがエルズミーア島のトゥボーグ湖に流れ込んだ際には、その一部始終が記録された。上流の氷にせき止められた湖でダムとなっていた氷が浮かび上がり、湖水が大規模に氾濫したのである。カナダの北極地方ではほとんどの氷河が低温で安定しており、氷にせき止められた湖水が排水される場合は氷のダムの上からあふれて排水されるため、この洪水はきわめて稀な出来事である。
最終氷期におけるハインリッヒ・イベント（北米ローレンタイド氷床からの氷山が北大西洋に大量に流出した事件。この頃の海底地層に氷河由来の堆積物が見つかることから推定されている）は、ハドソン海峡の入り口にあった氷にせき止められた、ハドソン湾（にあったと思われる湖）の大規模なヨークルフロイプによって引き起こされた可能性も指摘されている。

### ブータン
ブータンでは、1900年代に少なくとも3回の氷河湖決壊洪水の発生が記録されている。近年では、1994年10月にプナツァン・チュー（ゾンカ語: Phunatshan Chhu、「Chhu」は川の意味）の北東支流Pho Chhuの上流にあるルゲ・ツォ （ゾンカ語: Luggey Tsho、「Tsho」は湖の意味）が決壊し、氷河湖決壊洪水が発生した。これにより、ルゲ・ツォから約90km下流のプナカでは、旧河道のような低地も濁流に飲まれ、プナカ・ゾン （ゾンカ語: Punakha Dzong、ブータンの歴史的建造物）も一時孤立し損傷の被害が出た。これまでの調査では、ブータンにある2,674の氷河湖のうち、最近の研究では24の氷河湖が近い将来に氷河湖決壊洪水を起こす可能性があるとされているが、評価に使用した衛星画像の解像度が低いこと、危険と判断した基準があいまいであること、チベット側の上流流域を含めていないこと等の問題や、近年と比較して1960年代までの衛星画像に決壊の痕跡がより多く写っているといった点から、決壊の危険度については再評価が必要と考えられる。

### イギリス・フランス
イギリス海峡は、約20万年前の大規模な氷河湖決壊洪水によって形成されたと考えられている。この洪水はドッガーランド（英: Doggerland、最終氷期、グレートブリテン島が大陸と陸続きであった時、現在のグレートブリテン島南東部に存在していたと考えられている陸地。現在は北海に水没している）一帯に蓄えられていた湖を支える自然のダムとして機能していたウィールド・アルトア背斜（イングランド南部からフランス北東部にひろがる背斜）の断裂によって引き起こされたものである。この洪水は1秒間に100万立方メートルの流量で数か月の間続いたとされる。背斜の断裂原因は分かっていないが、地震か、もしくは単純な湖の水圧の増加ではないかとされている。この洪水によって地峡が破壊されてグレートブリテン島とヨーロッパ大陸が分かれ、さらにイギリス海峡全体の谷の岩盤を削った結果、グレートブリテン島は流線型になり、大洪水に特徴的な縦の浸食溝が残された。

### ネパール
ネパールでは数十年前から氷河湖決壊洪水が起こっているが、1985年に起こったディグ・ツォ氷河湖決壊は、氷河湖決壊洪水の詳細な研究の契機となった。1996年、ネパールの水・エネルギー研究局 (英: Water and Energy Commission Secretariat) は、ディグ・ツォ湖、イムジャ湖、ロウアー・バルン湖、ツォ・ロルパ湖、ツラギ湖の5つの氷河湖は潜在的な洪水の危険性があると報告した。これらの湖はいずれも標高4,100m以上に位置している。国際総合山岳開発センター (英: International Centre for Integrated Mountain Development、ICIMOD) とUNEPによる最近の研究では、ネパールにある27の湖について潜在的な洪水の危険性があると報告している。このうちの10の湖では過去数年以内に氷河湖決壊洪水が起こっており、その後再生している湖もある。さらにネパールを通る川につながるチベットの氷河湖の中に危険なものがある可能性があり、チベットでの決壊によって下流のネパールに被害が及ぶ可能性も加わる。ガンダキ川の流域には、1,025の氷河と338の湖があると報告されている。

#### ツラギ氷河湖
ツラギ氷河湖はマルシャンディ川上流流域に位置しており、潜在的に洪水の危険があるとされる2つのモレーンダムの湖のうちのひとつである。ドイツ復興金融公庫 (KfW) の依頼でツラギ氷河の調査を行ったドイツ連邦地球科学天然資源研究所  (BGR) は、最悪の事態を想定しても、ツラギ氷河湖の決壊が近い将来に起こる可能性は排除できると結論した。

### 中国
ロンバサバ湖とピダ湖は、ヒマラヤ山脈の標高約5,700メートルに位置するモレーンダムの湖である。気温の上昇にともない、ロンバサバ氷河とガル氷河は、1978年から2005年の間に8.7%から16.6%縮小しており、氷河からロンバサバ・ピダ湖および隣接地域に流れ込む水は140%から194%増加している。チベット自治区水文学局 (英: Hydrological Department of the Tibet Autonomous Region) の2006年の報告によれば、この2つの湖で氷河湖決壊洪水が起こった場合、12,500人の人々が住む23の町や村が危険にさらされるという。
2000年8月、氷河湖決壊洪水によってチベット高原の主要な麦の生産地のひとつが被害を受けた。これにより1万世帯以上の家、98の橋や堤防が破壊され、被害額は75万ドルといわれる。この年、農業集落は穀物や家畜を失い食糧不足におちいった。

### インド
北東部のシッキム州にあるヒマラヤの氷河湖ロナック湖が2023年10月4日に決壊し9日時点で74人が死亡、100人以上が行方不明の大災害となった。